# NGC 4320
NGC 4320 é uma galáxia espiral (Sb) localizada na direcção da constelação de Virgo. Possui uma declinação de +10° 32' 57" e uma ascensão recta de 12 horas, 22 minutos e 57,8 segundos.
A galáxia NGC 4320 foi descoberta em 15 de Abril de 1865 por Heinrich Louis d'Arrest.